# Bernoullijeva porazdelitev
Bernoullijeva porazdelitev je diskretna verjetnostna porazdelitev. Imenuje se po švicarskem matematiku Jakobu Bernoulliju (1654–1705). 

## Definicija
Slučajna spremenljivka, ki jo obravnavamo po Bernoulijevi porazdelitvi, lahko zavzame samo dve vrednosti: Vrednost 1 z verjetnostjo {\displaystyle p} (uspešni izid) in vrednost 0 (neuspešni izid) z verjetnostjo {\displaystyle q=p-1}, kar lahko zapišemo kot:
{\displaystyle \Pr(X=1)=\!} {\displaystyle \;1-\Pr(X=0)=\!} {\displaystyle 1-q=p.\!}
pri tem je {\displaystyle X} slučajna spremenljivka in {\displaystyle {\text{Pr}}} je verjetnost.
Funkcija verjetnosti se lahko zapiše kot 
 {\displaystyle f(k;p)=\left\{{\begin{matrix}p&{\mbox{ko je }}k=1,\\1-p&{\mbox{ko je }}k=0,\\0&{\mbox{v ostalih primerih}}\end{matrix}}\right.}.
To lahko zapišemo tudi kot:
{\displaystyle f(k;p)=p^{k}(1-p)^{1-k}\!\,.}

## Značilnosti

### Pričakovana vrednost
Pričakovana vrednost je enaka:
{\displaystyle E\left(X\right)=p\!\,.}

### Varianca
Varianca v Bernoullijevi porazdelitvi je enaka:
{\displaystyle \sigma ^{2}=pq=p\left(1-p\right)\!\,.}

### Koeficient simetrije
Koeficient simetrije je enak:
{\displaystyle {\frac {q-p}{\sqrt {pq}}}\!\,.}

### Mediana
Mediane ne moremo določiti.

### Sploščenost
Sploščenost je enaka:
{\displaystyle {\frac {6p^{2}-6p+1}{p(1-p)}}\!\,.}

### Prehod na Poissonovo porazdelitev
Kadar gre število poskusov preko vseh mej: {\displaystyle n\to \infty } ter s tem {\displaystyle p_{n}\to 0} in velja: {\displaystyle \lim \limits _{n\to \infty }np_{n}=\lambda >0}, dobimo Poissonovo porazdelitev s parametrom {\displaystyle \lambda }.

### Povezava z binomsko porazdelitvijo
Bernoullijeva porazdelitev je posebni primer binomske porazdelitve za {\displaystyle n=1}.